# Té helado tailandés

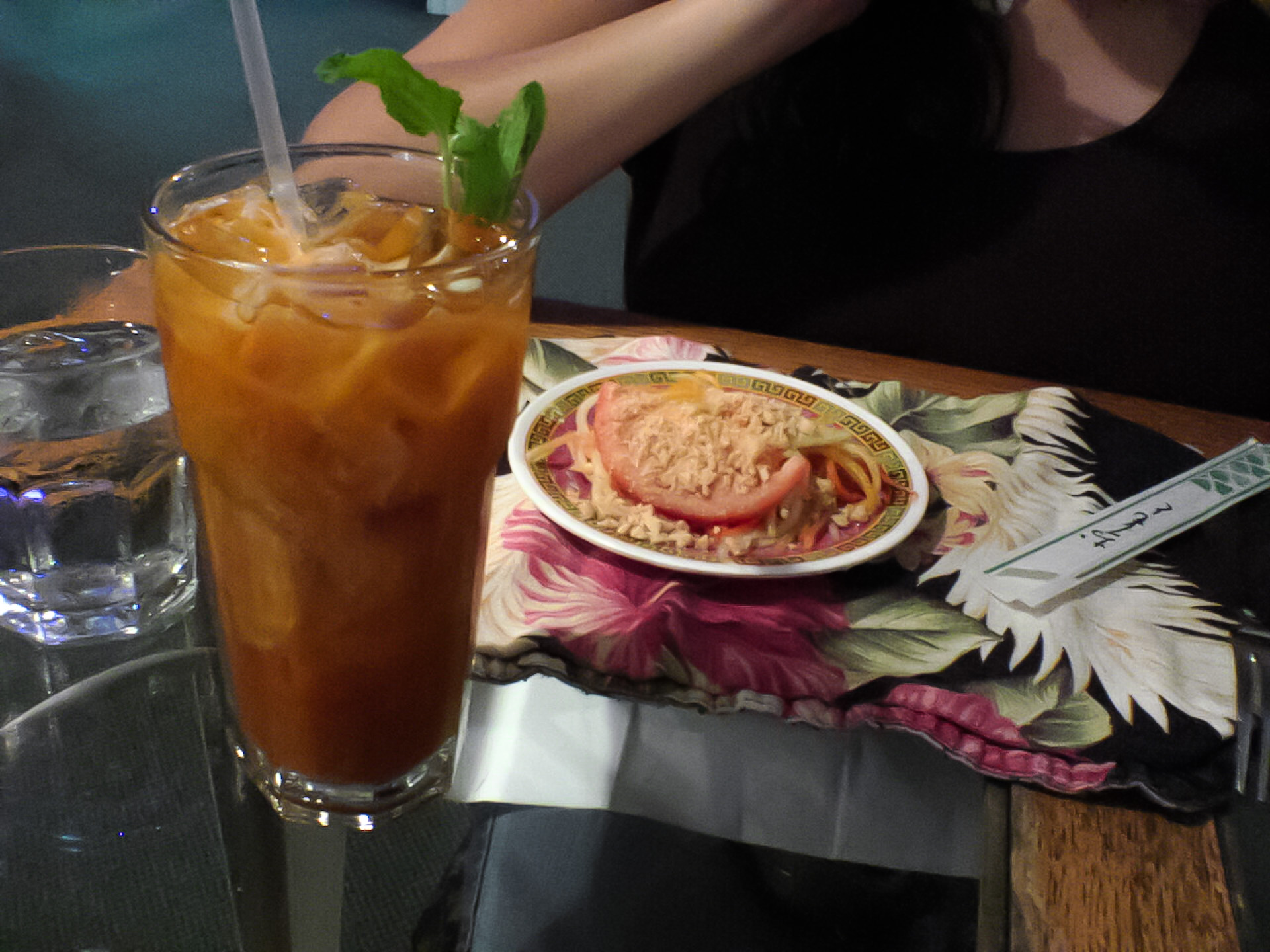
Té helado tailandés

El té helado tailandés o literalmente té helado (en tailandés: ชาเย็น, pronunciado cha yen) es una bebida de té tailandés con leche (evaporada, de coco o leche entera), que se agrega para dar sabor y una apariencia cremosa. Además, se endulza con azúcar. Usualmente, la leche condensada y el azúcar son mezcladas con el té antes de ser vertido sobre el hielo y luego es cubierto con leche evaporada.
En los restaurantes tailandeses del mundo, esta variedad de Té helado se sirve en un vaso largo, aunque en Tailandia se vierte sobre hielo molido en una bolsa plástica translúcida o transparente. También se puede hacer frappé en algunos lugares de venta occidentalizados.
Es muy popular en muchos restaurantes estadounidenses que sirven comida tailandesa. Aunque el té tailandés no es lo mismo que el bubble tea, bebida del sudeste asiático que contiene bolas de tapioca. También el té tailandés con bolas de tapioca es un sabor popular de bubble tea.

## Variaciones
Algunas variaciones de té helado tailandés son:
- Té helado oscuro tailandés (en tailandés: ชาดำเย็น, pronunciado cha dam): Té tailandés servido helado sin leche y endulzado solamente con azúcar. Basado en la forma tradicional de servir el té indio, el cual se usa como ingrediente principal.[1]

- Té tailandés con lima (en tailandés: ชามะนาว, pronunciado cha manao): Similar al té helado oscuro tailandés, pero con lima y endulzado con azúcar. A veces también se le agrega menta.